# Angelus Rock
Angelus Rock è il quinto album del compositore milanese Roberto Cacciapaglia, pubblicato nel 1992 dall'etichetta Polygram Italia.
Angelus Rock è un progetto di teatro musicale, un tributo a dieci "angeli del rock", personaggi chiave che hanno lasciato il segno: Elvis Presley, Brian Jones (Rolling Stones), Jim Morrison (Doors), John Lennon, Bob Marley, Sid Vicious (Sex Pistols), Bob Hite (Canned Heat), Jimi Hendrix, Nico (The Velvet Underground), Janis Joplin. È un viaggio nella memoria, attraverso un'epoca di anime ribelli, di eroi simbolo di una generazione, legati tra loro dalla passione per la musica.
Angelus Rock è un percorso, un pellegrinaggio attraverso un'epoca di anime ribelli, di eroi simbolo di una generazione che voleva superare i propri limiti con la trasgressione e l'eccesso. È un ritorno progressivo nella memoria ai protagonisti scomparsi, a quegli angeli del rock che hanno segnato, guidato e influenzato un'intera generazione.

## Tracce
1. Jailhouse Rock
2. Paint It Black
3. Light My Fire
4. Across the Universe
5. Exodus
6. Anarchy in the U.K.
7. On the Road Again
8. Angel
9. All Tomorrow's Parties
10. Mercedes Benz